# 宝金剛寺 (小田原市)

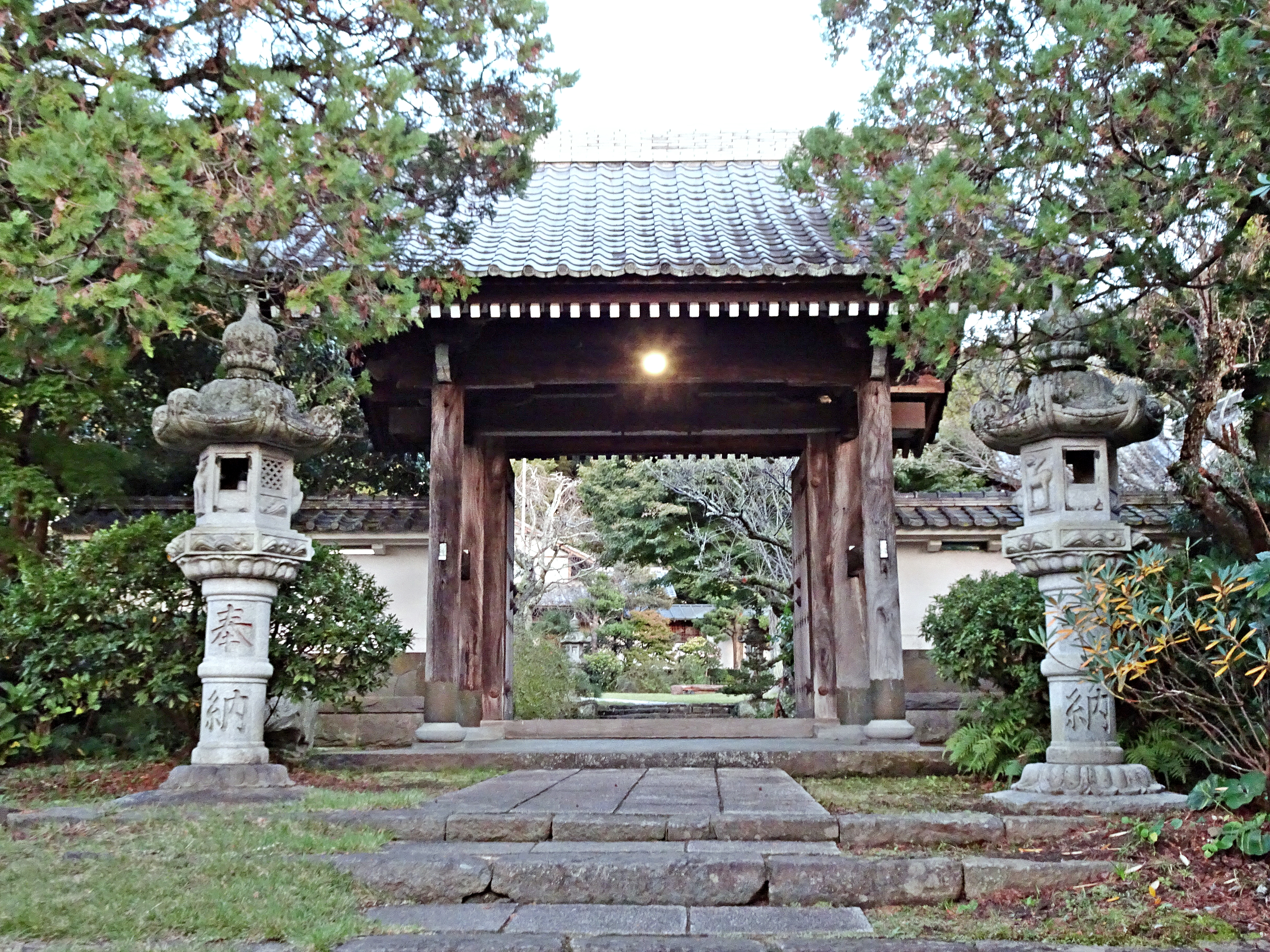
宝金剛寺山門

宝金剛寺（ほうこんごうじ）は、神奈川県小田原市にある東寺真言宗の寺院。

## 歴史
829年（天長6年）、杲隣大徳によって開山された。1555年（弘治元年）、後奈良天皇の勅により、「寳金剛寺」に改称した
後北条氏や徳川氏の庇護を受け、大いに寺運興隆した。江戸時代は31ヶ寺を擁する寺院であった。

## 文化財
- 銅造大日如来坐像（重要文化財 1971年〈昭和46年〉6月22日指定）[3]
- 寶金剛寺庫裏（登録有形文化財 2011年〈平成23年〉1月26日登録）[4]
- 木造不動明王及両童子立像（神奈川県指定重要文化財 1959年〈昭和34年〉3月6日指定）[5]
- 木造地蔵菩薩立像（神奈川県指定重要文化財 1959年〈昭和34年〉3月6日指定）[5]
- 銅造如意輪観音菩薩坐像（神奈川県指定重要文化財2005年〈平成17年〉2月8日指定）[5]
- 絹本著色真言八祖像（神奈川県指定重要文化財 2007年〈平成19年〉2月9日指定）[5]
- 国府津建武古碑（小田原市指定有形文化財 1961年〈昭和36年〉3月30日指定）[6]
- 宝金剛寺の薬師如来坐像（小田原市指定有形文化財 2009年〈平成21年〉3月30日指定）[7]
- 紙本着色西洋童子像（小田原市指定有形文化財 2009年〈平成21年〉3月30日指定）[8]
- 絹本著色両界曼荼羅図（小田原市指定有形文化財 2017年〈平成29年〉3月27日指定）[9]

## 交通アクセス
- 国府津駅より徒歩15分。